# Ana María "Cachito"
Ana María Micheli (Buenos Aires, Argentina; 14 de abril de 1933-9 de febrero de 2023) más conocida como Ana María Cachito fue una actriz, compositora, pianista y cantante argentina de larga trayectoria en los medios.

## Carrera
Comenzó su carrera artística con el nombre de Anamaría,  integrando una dupla folklórica junto a su hermana Mabel Micheli llamado Hauna Takill. Luego de grabar el tema Cachito en 1958 y tuvo tanto éxito que se la empezó a conocer por el nombre de la canción infantil. Grabó numerosos temas bajo el sello Columbia.
Compartió escenario con grandes intérpretes de la música como Virginia Luque, la orquesta dirigida por José Garli, y Aníbal Troilo
En cine actuó en las películas El noveno mandamiento (1962), dirigida por Enrique Carreras, con Mercedes Carreras, Fernando Fernán Gómez y Susana Canales; Ahorro y préstamo para el amor (1965), con dirección de Leo Fleider y protagónicos de Olga Zubarry y Pedro Quartucci; y Villa Cariño (1967), de la mano de Julio Saraceni, junto a Roberto Airaldi, Juan Carlos Altavista y gran elenco. En 1961 interpretó el tema  Tengo para ti, para la película El rufián, dirigida por Daniel Tinayre, y actuada por Carlos Estrada, Egle Martin y Oscar Rovito, entre otros.
En 1969 empezó a dirigir el Círculo Femenino de la ciudad de Buenos Aires y colaboró con muchas entidades en defensa de los derechos como la Asociación Argentina de Actores, la Asociación de Modelos o la Sociedad Argentina de Intérpretes. Militó en agrupamientos femeninos como el Club de defensa de las mujeres de prensa empresarial, de negocios y profesionales.

## Vida privada
Estuvo casada con el músico Mario Pugliese "Cariño", con quien formó una de las parejas más populares del ambiente artístico. Fue la tía del actor argentino Claudio Gallardou y cuñada del poeta, periodista y compositor Apachaca.

## Filmografía
- 1967: Villa Cariño
- 1965: Ahorro y préstamo para el amor
- 1962: El noveno mandamiento.
- 1961: El rufián

## Televisión
- Martha Weinstein, emitido por Canal 7, junto a Roberto Quirno.

## Discografía
- Billy / El día de los enamorados.
- Todos a cantar: Tu festival de la canción infantil.[4]
- AnaMaría Canta: Para chicos de 6 a 60 años
- Vintage México No. 164
- ????: Anamaria (Cachito) (EP) - COLUMBIA
- 1977: Yo soy - OPUS
- 2008: Todo x 1 Cachito

## Temas interpretados
- Cachito
- Mami
- Más Allá
- La Fotografía
- Pepita La Pistolera
- Tuve que nombrarle
- Muñequito
- Aladino
- Tarde
- Sin Lágrimas
- Mi tío
- Adiós Mario
- Te Sigo Amando
- Río de Silencio
- Pinocho
- Tan solo una hora
- Y a mi que
- La canción del Hula Hula
- Cada vez más
- Tuve que nombrarte
- Basta de nostalgias
- La fotografía